# (3641) Williams Bay
(3641) Williams Bay es un asteroide perteneciente al cinturón de asteroides, descubierto el 24 de noviembre de 1922 por George Van Biesbroeck desde el Observatorio Yerkes, Wisconsin, Estados Unidos.

## Designación y nombre
Designado provisionalmente como A922 WC. Fue nombrado Williams Bay en homonaje a la localidad "Williams Bay" donde se ubica el observatorio.